# Vincent Cassel
Vincent Cassel (născut Vincent Crochon; n. 23 noiembrie 1966) este un actor francez, binecunoscut pentru rolurile sale negative în care este cel mai adesea distribuit. 
Părinții săi sunt Sabine Litique, jurnalist și actorul Jean-Pierre Cassel. A fost căsătorit până în 2013 cu actrița italiană Monica Bellucci cu care are două fiice, Deva și Léonie. Fratele său este Mathias, un rapper care face parte din trupa "Rockin' Squat". Sora sa vitregă, Cécile Cassel, este și ea actriță și a jucat în filmul Ocean's Twelve. În afară de limba nativă franceză, actorul mai cunoaște limbile italiană, portugheză și engleză. Este binecunoscut publicului pentru rolul Mathieu Kassovitz din filmul La Haine. A apărut în producții de toate genurile, inclusiv în pelicula controversată Irréversible, acolo unde apare complet dezbrăcat. A jucat în numeroase filme americane printre care Ocean's Twelve, Ocean's Thirteen, Derailed, Birthday Girl, The Messenger: The Story of Joan of Arc, Elizabeth, Eastern Promises și Shrek (ca vocea Domnului Hood). În filmul Sheitan interpretează rolul unei personaj care face ritualuri satanice. În anul 2009 a primit premiul Cesar pentru Cel mai bun actor în pelicula Mesrine, regizat de Jean-Francois Richet. A jucat în mai multe reclame TV, dar a fost și imaginea unui parfum bărbătesc al unei prestigioase companii de produse cosmetice. În 2009 și-a făcut debutul ca interpret, cântând alături de trupa Zap Mama. A interpretat de asemenea rolul Thomas Leroy în filmul Black Swan pentru care Natalie Portman a câștigat Globul de Aur pentru Cea mai bună actriță într-un rol principal.

## Filmografie
| Titlu                                   | An                             | Rol                         | Note |
| --------------------------------------- | ------------------------------ | --------------------------- | --- |
| Métisse                                 | 1993                           | Max                         | |
| La Haine                                | 1995                           | Vinz                        | Nominalizare – César Award for Best Actor Nominalizare – César Award for Most Promising Actor                                                    |
| Jefferson in Paris                      | 1995                           | Camille Desmoulins          | |
| L'élève                                 | 1996                           | Julien                      | |
| L'Appartement                           | 1996                           | Max                         | |
| Dobermann                               | 1997                           | Yann le Pentrec (Dobermann) | |
| Come mi vuoi                            | 1997                           | Pasquale                    | |
| Elizabeth                               | 1998                           | Duc d'Anjou                 | |
| The Messenger: The Story of Joan of Arc | 1999                           | Gilles de Rais              | |
| Guest House Paradiso                    | 1999                           | Gino Bolognese              | |
| Crimson Rivers                          | 2000                           | Max Kerkerian               | |
| Brotherhood of the Wolf                 | 2001                           | Jean-François de Morangias  | |
| Shrek                                   | 2001                           | Monsieur Hood               | Doar voce |
| Birthday Girl                           | 2001                           | Alexei                      | |
| Sur mes lèvres                          | 2001                           | Paul                        | |
| Ice Age                                 | 2002                           | Diego                       | Doar voce (versiunea în franceză) |
| Irréversible                            | 2002                           | Marcus                      | De asemenea co-producător |
| The Reckoning                           | 2003                           | Lord De Guise               | |
| Blueberry                               | 2004                           | Mike S. Blueberry           | |
| Secret Agents                           | 2004                           | Brisseau                    | |
| Ocean's Twelve                          | 2004                           | François Toulour            | |
| Derailed                                | 2005                           | LaRoche                     | |
| Sheitan                                 | 2006                           | Joseph                      | De asemenea producător |
| Ocean's Thirteen                        | 2007                           | François Toulour            | |
| Lorzii crimei (Eastern Promises)        | 2007                           | Kirill                      | |
| Sa Majesté Minor                        | 2007                           | Satyre                      | |
| Mesrine                                 | 2008                           | Jacques Mesrine             | César Award for Best Actor Lumiere Award for Best Actor Étoiles d'Or Award for Best Actor Tokyo International Film Festival Award for Best Actor |
| Lascars                                 | 2009                           | Tony Merguez                | Doar voce |
| Adrift (À Deriva)                       | 2009                           | Matias                      | |
| Our Day Will Come                       | 2010                           | Patrick                     | De asemenea producător |
| Black Swan                              | 2010                           | Thomas Leroy                | Nominalizare – Screen Actors Guild Award for Outstanding Performance by a Cast in a Motion Picture                                               |
| The Monk                                | 2011                           | Capucino Ambrosio           | |
| A Dangerous Method                      | 2011                           | Otto Gross                  | |
| Trance                                  | 2013                           | Franck                      | |
| Rio, I Love You                         | 2014                           | Zé                          | |
| Beauty and the Beast                    | 2014                           | La Bête                     | |
| Child 44                                | 2015                           | Major Kuzmin                | |
| 2015                                    | Partisan                       | Gregori                     | |
| 2015                                    | Tale of Tales                  | King of Strongcliff         | |
| 2015                                    | Mon roi                        | Georgio                     | Nominated – César Award for Best Actor |
| 2015                                    | One Wild Moment                | Laurent                     | |
| 2015                                    | The Little Prince              | The Fox                     | French voice |
| 2015                                    | Violence en réunion            | Vince                       | Short film |
| 2016                                    | It's Only the End of the World | Antoine                     | |
| 2016                                    | Jason Bourne                   | Asset                       | |
| 2016                                    | A Movie Life                   | Tony's father               | |
| 2016                                    | The Great Mystical Circus      | Jean-Paul                   | |